# Leioa
Leioa (spanska: Lejona) är en kommun i provinsen Biscaya i den autonoma regionen Baskien i norra Spanien. Kommunen ligger cirka 8 kilometer nordväst om Bilbao och är en del av Bilbaos storstadsområde. Kommunen har 32 683 invånare (2024), på en yta av 8,39 km².